# 이양호 (신학자)
이양호(李良浩(Yang-Ho Lee, 1950년 11월 11일 ~ )는 대한민국의 신학자이며, 연세대학교 연합신학대학원에서 교회사 교수를 역임하였고 현재 명예교수이다. 한국칼빈학회 회장과  한국교회사학연구원장을 역임하였고, 요한칼빈탄생500주년기념사업회로부터 올해의 신학자상을 받았다.

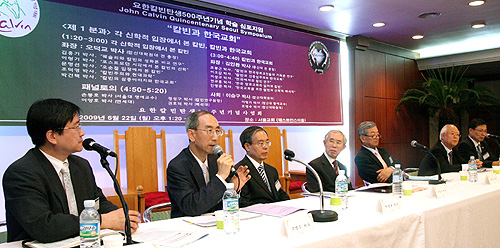
좌측에서 이승구 박사, 조병수 박사, 이양호 박사, 손봉호 박사, 이형기 박사, 정성구 박사, 권호덕 박사, 칼빈탄생500주년기념대회, 서울교회, 2009년

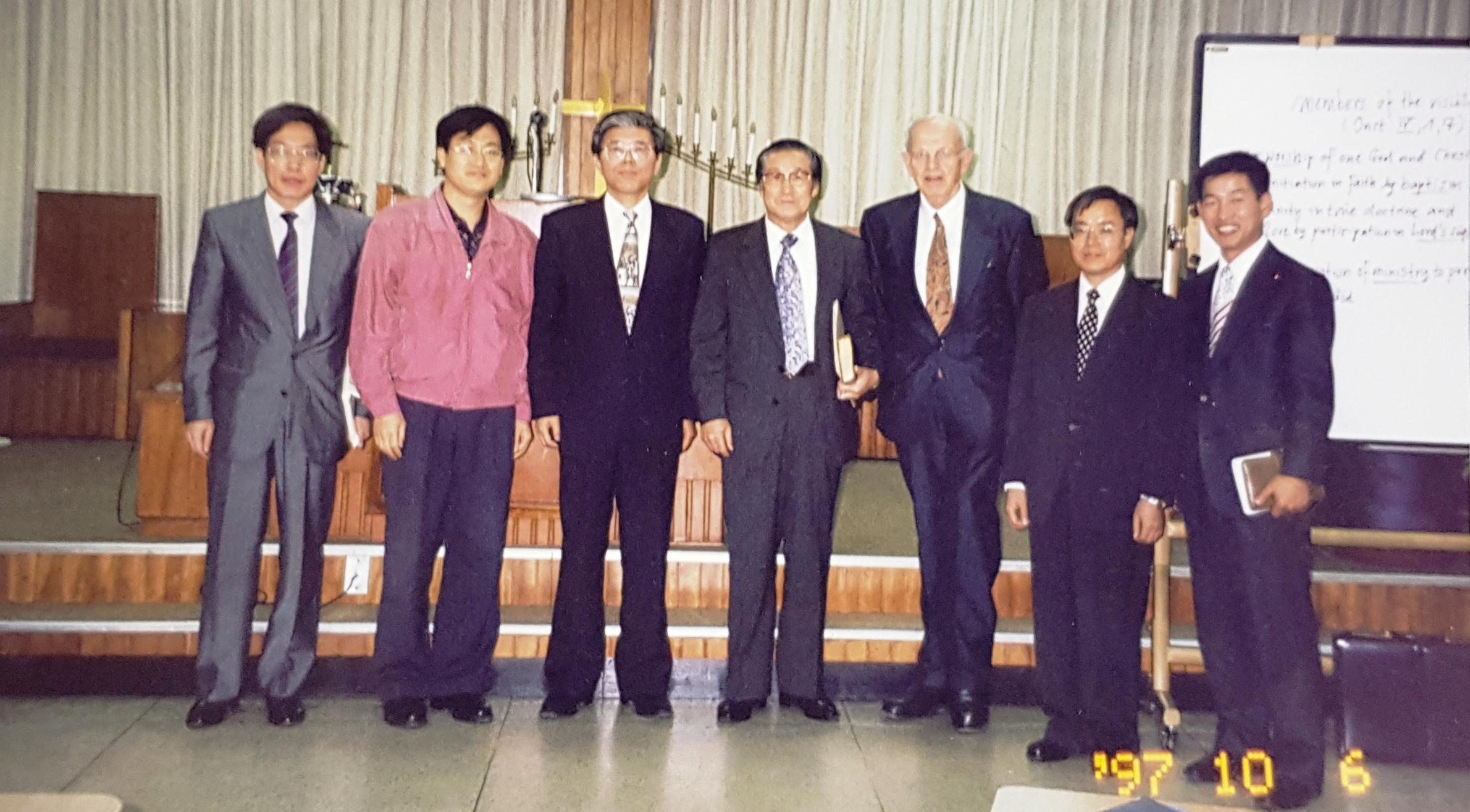
왼쪽에서 최윤배 박사, 박건택 박사, 안명준 박사, 한철하 박사, 이양호 박사 그리고 김성봉 박사와 함께한 저명한 칼빈학자 노이저 박사, 1997년 10월 6일 아세아연합신학대학교

## 학력
- 1980 ~ 1981 옥스퍼드대학교 대학원

- 1977 ~ 1985 연세대학교 연합신학대학원 신학 박사

- 1974 ~ 1976 연세대학교 연합신학대학원 신학 석사

- 1968 ~ 1972 연세대학교 신학 학사

## 경력사항
- 2017.01 ~기독교대한복음교회 총회장
- 현. 연세대학교 연합신학대학원 명예교수
- 현 연세대학교 신과대학 명예교수
- 2013 기독교대한복음교회 부총회장
- 2012.01 ~ 2014 연세대학교 연합신학대학원 원장
- 2012.01 ~ 2014 연세대학교 신과대학 학장
- 2007 ~ 2015성산한국교회사학연구원 원장
- 2003.07 ~ 2006 연세대학교 연합신학대학원 원장
- 2003.07 ~ 2006 연세대학교 신과대학 학장
- 1989 ~ 2015.08 연세대학교 연합신학대학원 교수
- 1989 ~ 2015.08 연세대학교 신과대학 신학과 교수
- 1984 ~ 1989 호서대학교 신학과 전임강사, 조교수

## 저서
- 박사논문: 칼빈의 기독교강요에 나타난 교회론 (1984: 연세대학교)
- 석사논문: 몰트만의 역사이해(1976: 연세대학교 연합신학대학원)
- 종교개혁이란 무엇인가
- 종교개혁
- 설교를 위한 신학: 신학있는 설교
- 칼빈의 교회론
- 칼빈: 생애와 사상
- 루터의 생애와 사상
- 영혼의 눈을 뜰 때

## 같이 보기
- 세계칼빈학회
- 세계개혁신학회
- 한국장로교신학회
- 요한칼빈탄생500주년기념사업회
- 한국의 신학자 목록
- 개혁신학자

## 참고 문헌
- 박종현, 이양호 박사의 칼빈 연구, 신학논단 제83집 2016.03 67 - 98 (32 pages)
- 박종현, "이양호 박사의 칼빈연구", <한국교회를 빛낸 칼빈주의자들>, 안명준외 (서울: 킹덤북스, 2020)